# Cardiochiles tibiator
Cardiochiles tibiator är en stekelart som först beskrevs av Thomas Say 1824.  Cardiochiles tibiator ingår i släktet Cardiochiles och familjen bracksteklar. Inga underarter finns listade.